# Johannes Beste
Gustav Emanuel Johannes Beste (* 22. Mai 1852 in Wolfenbüttel; † 13. April 1928 in Braunschweig) war ein deutscher lutherischer Theologe und Kirchenhistoriker.

## Leben
Johannes Beste wurde 1852 in Wolfenbüttel als Sohn des späteren Generalsuperintendenten Wilhelm Beste geboren. Er schloss das Abitur am Braunschweiger Martino-Katharineum ab und studierte anschließend ab 1875 in Göttingen und Leipzig Theologie. In Göttingen weckte der Kirchenhistoriker Julius August Wagenmann sein Interesse für Kirchengeschichte. Beste war ein Jahr als Lehrer tätig, bevor er 1877 als Pastor coll. an die St. Ulrici-Gemeinde in Braunschweig ging. Er wurde 1880 Pastor diac. an der Wolfenbütteler Hauptkirche und 1889 Superintendent, Pastor prim. und Kreisschulinspektor in Schöppenstedt. Ebenfalls 1889 wurde Bestes Geschichte der Braunschweigischen Landeskirche veröffentlicht, die dieses Thema erstmalig umfassend behandelte und lange Zeit ein Standardwerk blieb. Er verfasste ein im Jahr 1900 erschienenes Pastorenverzeichnis mit den Biographien aller Pfarrer der Stadt Braunschweig von der Reformationszeit an. Während des Ersten Weltkrieges gehörte Beste wie sein Braunschweiger Amtskollege Martin Bücking zu den sogenannten Kriegs- und Propagandapredigern.
Beste vertrat dinnerhalb des Luthertums die Strömung des Neuluthertums. Im Jahr 1903 wurde er Mitglied im engeren Ausschuss der Allgemeinen Evangelisch-lutherischen Konferenz. Beste wurde 1902 durch die Universität Göttingen mit der theologischen Ehrendoktorwürde (D. theol. h.c.) und 1917 von der Landeskirche mit dem Titel Kirchenrat geehrt. Beste trat 1925 in den Ruhestand. Er wohnte zuletzt in Braunschweig, wo er im April 1928 im Alter von 75 Jahren starb.
Nach ihm wurde der Johannes-Beste-Weg im Braunschweiger Stadtteil Gliesmarode benannt.

## Schriften (Auswahl)
- Geschichte der Braunschweigischen Landeskirche von der Reformation bis auf unsere Tage. Wolfenbüttel 1889. (Digitalisat)
- Zur Kritik meiner Braunschweigischen Kirchengeschichte. Wolfenbüttel 1890. (Digitalisat)
- Das Kloster Riddagshausen : ein Geschichtsbild. Wolfenbüttel 1898. (Digitalisat)
- Album der evangelischen Geistlichen der Stadt Braunschweig mit kurzen Nachrichten über ihre Kirchen. Hellmuth Wollermann, Braunschweig und Leipzig 1900.
- Göttingen und Leipzig. Braunschweig 1917.